# Universitat de Tòquio
La Universitat de Tòquio Tōkyō Daigaku (東京大学, abreujat en la parla corrent com a Tōdai - 東大) és classificada generalment com la universitat més prestigiosa del Japó, i en el Rànquing de Xangai de 2021 estava classificada la 24a del món i primera del país.
La universitat té 5 campus distribuïts a Tòquio (a Hongo, Komaba, Kashiwa, Shirokane i Nakano) i es divideix en 10 facultats. Compta amb més de 30.000 estudiants, dels quals uns 4.200 són estrangers (una proporció alta per al Japó, que només té un 1,3% d'estrangers). Als seus campus incorpora 2 hospitals per ocupar-se d'aquesta important població estudiantil.
Se la considera que és la universitat més selectiva i prestigiosa del Japó. A partir de 2021, els exalumnes, professors i investigadors de la Universitat de Tòquio inclouen disset primers ministres, 18 premis Nobel, quatre premis Pritzker, cinc astronautes i un medallista Fields.

## Importància cultural
Tot i que gairebé s'hi ensenya la totalitat de disciplines acadèmiques, Tōdai és coneguda especialment per les seves facultats de dret i literatura.
Tōdai ha educat tradicionalment a nombrosos membres de l'elit política i econòmica japoneses. Recentment, però, la seva influència ha anat minvant progressivament: per exemple, durant les dècades de 1950, 1960, 1970, 1980 i 1990, la proporció dels Primers Ministres japonesos que van estudiar a Tōdai ha baixat a cada dècada de dos sobre tres, un sobre dos, dos sobre quatre, dos sobre cinc i dos sobre sis respectivament.
La Universitat de Tòquio es percep àmpliament com la més prestigiosa institució en nombrosos àmbits. Les Seves rivals directes són la Universitat de Kyoto i l'Institut Politècnic de Tòquio, que són també universitats públiques, i la Universitat Waseda i la Universitat Keio, que són dues universitats privades.
El campus principal de Hongo ocupa l'antiga residència de la família Maeda, família que governava sobre la regió de Kaga durant l'era Edo. El lloc més conegut de la universitat és l'Akamon (la porta roja), relíquia d'aquells temps. El símbol de Tōdai és la fulla de ginkgo, degut a l'abundància d'aquests arbres en aquesta zona.

## Història
El Govern Meiji va fundar la universitat el 1877 sota el seu nom actual unint antigues escoles governamentals de medicina i ensenyament occidental. Es va denominar Universitat Imperial (帝國大學 Teikoku Daigaku) el 1886, i el 1887, quan es va crear el sistema d'universitats imperials, va passar a ser la Universitat Imperial de Tòquio (東京帝國大學 Tōkyō Teikoku Daigaku). El 1947, després de la derrota del Japó, va recuperar el seu nom original. Amb el llançament del nou sistema d'universitats el 1949, Tōdai va absorbir a Ichiko (First Higher School) que és l'actual campus de Komaba, i el Tokio Higher School, que van assumir llavors l'ensenyament dels alumnes dels primers i segons anys, les facultats del campus de Hongo ensenyant als alumnes dels tercers i quarts anys.
Des de 2004, la universitat es va convertir en una empresa d'universitat nacional, per mitjà d'una nova llei que es va aplicar a totes les universitats nacionals. Tot i aquest canvi que va augmentar la seva autonomia, particularment la financera, la Universitat de Tòquio es va trobar sempre parcialment controlada pel Ministeri d'Educació japonès (Monbukagakusho, ó Monkasho).

### Successius presidents de la Universitat de Tòquio
| Presidents de la Universitat de Tòquio    | Presidents de la Universitat de Tòquio | Presidents de la Universitat de Tòquio | Presidents de la Universitat de Tòquio                          |
| Ordre                                     | Persona                                | Tinència                               | Càrrec (involucrant agent temporal, etc.), Lema                 |
| Representació, Universitat de Tòquio      | Representació, Universitat de Tòquio   | Representació, Universitat de Tòquio   | Representació, Universitat de Tòquio                            |
| ----------------------------------------- | -------------------------------------- | -------------------------------------- | --------------------------------------------------------------- |
|                                           | Hiroyuki Kato                          | abril 13, 1877 – juliol 5, 1881        | Head, Law, Science & Literature Departments                     |
|                                           | Kensai Ikeda (池田謙斎)                | abril 13, 1877 – juliol 5, 1881        | Head, Medical Department                                        |
|                                           | Hiroyuki Kato                          | juliol 6, 1881 – gener 11, 1886        | President                                                       |
|                                           | Masakazu Toyama (外山正一)             | gener 11, 1886 – març 1, 1886          | President (administració)                                       |
| President, Universitat Imperial           |                                        |                                        |                                                                 |
|                                           | Masakazu Toyama                        | març 2, 1886 – març 8, 1886            | President (administració)                                       |
| 1                                         | Hiromoto Watanabe (渡邊洪基)           | març 9, 1886 – maig 18, 1890           |                                                                 |
| 2                                         | Hiroyuki Kato                          | maig 19, 1890 – març 29, 1893          |                                                                 |
| 3                                         | Arata Hamao                            | març 30, 1893 – juny 18, 1897          |                                                                 |
| President, Universitat Imperial de Tòquio |                                        |                                        |                                                                 |
| 3                                         | Arata Hamao                            | juny 18, 1897 – novembre 5, 1897       |                                                                 |
| 4                                         | Masakazu Toyama                        | novembre 12, 1897 – abril 29, 1998     |                                                                 |
| 5                                         | Dairoku Kikuchi                        | maig 2, 1898 – juny 2, 1901            |                                                                 |
| 6                                         | Kenjiro Yamakawa                       | juny 5, 1901 – desembre 2, 1905        |                                                                 |
| 7                                         | Naokichi Matsui (松井直吉)             | desembre 2, 1905 – desembre 14, 1905   | President (concurrent)                                          |
| 8                                         | Arata Hamao                            | desembre 14, 1905 – agost 13, 1912     | Renomenat                                                       |
|                                           | Joji Sakurai (櫻井錠二)                | agost 13, 1912 – maig 9, 1913          | President (administració)                                       |
| 9                                         | Kenjiro Yamakawa                       | maig 9, 1913 – setembre 21, 1920       | Renomenat                                                       |
| 10                                        | Yoshinao Kozai (古在由直)              | setembre 27, 1920 – desembre 22, 1928  |                                                                 |
| 11                                        | Kiheiji Onozuka (小野塚喜平次)         | desembre 22, 1928 – desembre 27, 1934  |                                                                 |
| 12                                        | Mataro Nagayo (長與又郎)               | desembre 27, 1934 – novembre 8, 1938   |                                                                 |
|                                           | Kanji Sato (佐藤寛次)                  | novembre 8, 1938 – desembre 20, 1938   | President (administració)                                       |
| 13                                        | Yuzuru Hiraga                          | desembre 20, 1938 – febrer 17, 1943    |                                                                 |
|                                           | Kanichi Terazawa (寺澤寛一)            | febrer 17, 1943 – març 12, 1943        | President (administració)                                       |
| 14                                        | Yoshikazu Uchida                       | març 12, 1943 – desembre 14, 1945      |                                                                 |
| 15                                        | Shigeru Nanbara (南原繁)               | desembre 14, 1945 – maig 31, 1949      |                                                                 |
| President, Universitat de Tòquio          |                                        |                                        |                                                                 |
| 15                                        | Shigeru Nanbara                        | maig 31, 1949 – desembre 14, 1951      |                                                                 |
| 16                                        | Tadao Yanaihara                        | desembre 14, 1951 – desembre 14, 1957  |                                                                 |
| 17                                        | Seiji Kaya (茅誠司)                    | desembre 14, 1957 – desembre 13, 1963  |                                                                 |
| 18                                        | Kazuo Okochi (大河内一男)              | desembre 14, 1963 – novembre 5, 1968   |                                                                 |
|                                           | Ichiro Kato (加藤一郎 (法学者))        | novembre 5, 1968 – abril 1, 1969       | President (administració)                                       |
| 19                                        | Ichiro Kato                            | abril 1, 1969 – març 31, 1973          |                                                                 |
| 20                                        | Kentaro Hayashi (林健太郎 (歴史学者))  | abril 1, 1973 – març 31, 1977          |                                                                 |
| 21                                        | Takashi Mukaibo                        | abril 1, 1977 – març 31, 1981          |                                                                 |
| 22                                        | Ryuichi Hirano (平野龍一)              | abril 1, 1981 – març 31, 1985          |                                                                 |
| 23                                        | Wataru Mori (森亘)                     | abril 1, 1985 – març 31, 1989          |                                                                 |
| 24                                        | Akito Arima                            | abril 1, 1989 – març 31, 1993          |                                                                 |
| 25                                        | Hiroyuki Yoshikawa (吉川弘之)          | abril 1, 1993 – març 31, 1997          |                                                                 |
| 26                                        | Shigehiko Hasumi                       | abril 1, 1997 – març 31, 2001          |                                                                 |
| 27                                        | Takeshi Sasaki                         | abril 1, 2001 – març 31, 2005          |                                                                 |
| 28                                        | Hiroshi Komiyama                       | abril 1, 2005 – març 31, 2009          |                                                                 |
| 29                                        | Junichi Hamada                         | abril 1, 2009 – març 31, 2015          |                                                                 |
| 30                                        | Makoto Gonokami                        | abril 1, 2015 – març 31, 2021          |                                                                 |
| 31                                        | Teruo Fujii                            | abril 1, 2021 –                        | "Into a Sea of Diversity: Creating the Future through Dialogue" |

## Intercanvis internacionals
Tōdai té vincles amb moltes escoles i universitats estrangeres, i generalment adopta una política orientada més cap a l'oferta que cap a l'intercanvi.
La Universitat de Tòquio forma part de la xarxa LAOTSE.

## Facultats escoles doctorals

### Facultats

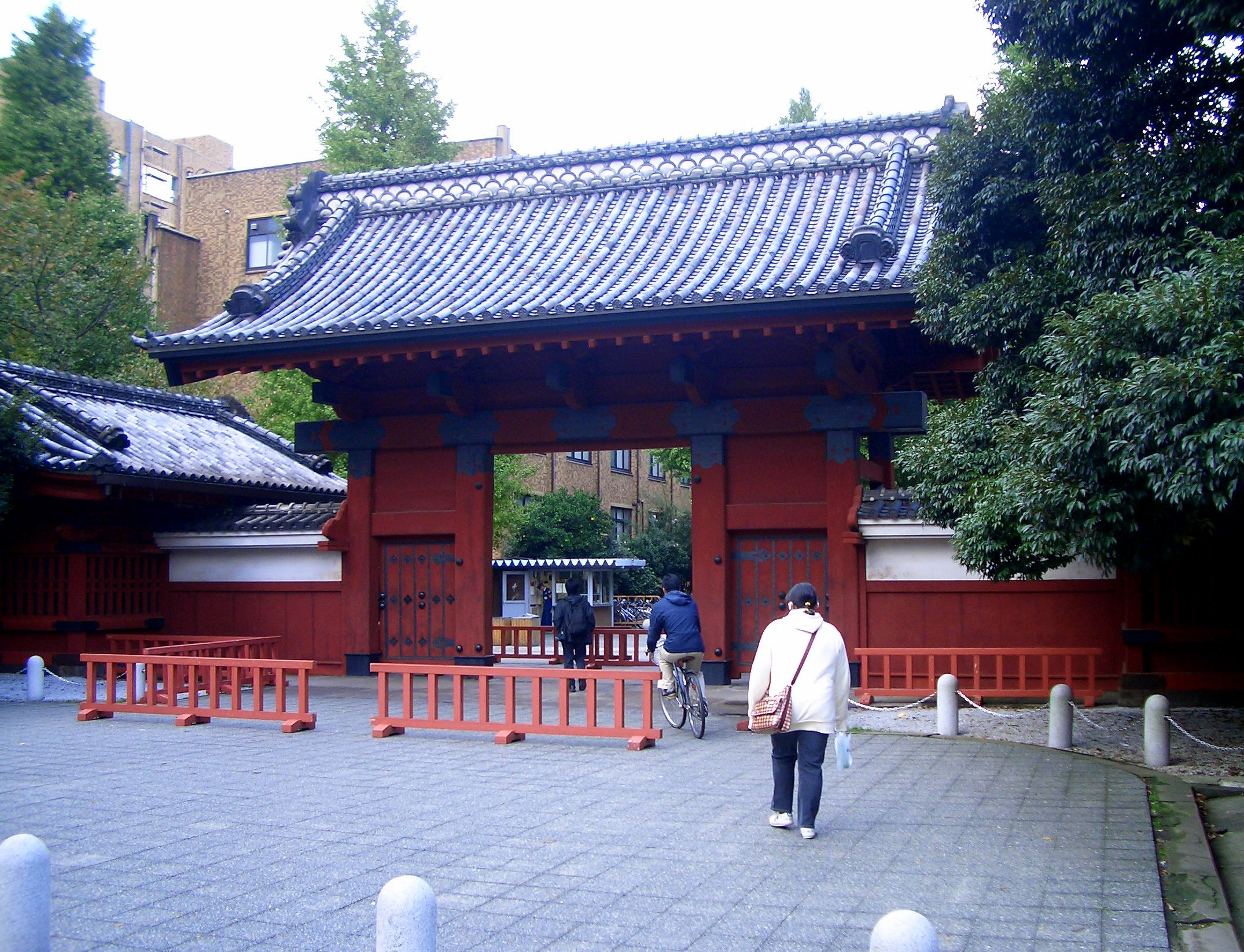
Akamon, la Porta roja.

- Dret
- Medicina
- Arquitectura
- Enginyeria
- Literatura
- Ciències
- Agricultura
- Economia
- Arts i Ciències
- Educació
- Ciències Farmacèutiques

### Escoles doctorals
- Dret
- Medicina i política
- Enginyeria
- Humanitats i Sociologia
- Ciències
- Ciències de la Vida i de l'Agricultura
- Economia
- Arts i Ciències
- Educació
- Ciències Farmacèutiques
- Ciències Matemàtiques
- Ciències d'avantguarda
- Ciències i Tecnologies de la Informació
- Estudis de les Informacions Interdisciplinàries
- Ordre Públic

### Programes de postgrau
La Facultat de Dret de Todai és considerada una de les millors escoles de dret del Japó, ocupant el primer lloc en nombre de candidats amb èxit a l'Examen d'Advocacia japonès el 2020. Eduniversal va classificar les escoles de negocis japoneses i la Facultat d'Economia de Todai es troba en quart lloc al Japó (111è al món).

## Recerca i Instituts d'Investigació

### Recerca
La Universitat de Tòquio es considera una de les principals institucions de recerca del Japó. Rep la major quantitat de subvencions nacionals per a institucions de recerca, rebent un 40% més que la universitat amb la segona beca més gran i un 90% més que la universitat amb la tercera beca més gran. Aquesta inversió financera massiva del govern japonès afecta directament els resultats de la investigació de Todai. Segons Thomson Reuters, Todai és la millor universitat de recerca del Japó. La seva excel·lència investigadora és especialment distintiva en Física (1r al Japó, 2n al món), Biologia i Bioquímica (1r al Japó, 3r al món), Farmacologia i Toxicologia (1r al Japó, 5è al món), Ciència dels Materials (3r al Japó, 19è al món), Química (2n al Japó, 5è al món) i Immunologia (2n al Japó, 20 al món).

## = Instituts d'Investigació
Els principals instituts o centres d'investigació són els següents:
- Institut de Ciències Mèdiques
- Institut d'Investigació sobre Terratremols
- Institut de Cultura Oriental
- Institut de Ciències Socials
- Institut de Socio-Informació i d'Estudis en Comunicació
- Institut de Ciències Industrials
- Institut d'Historiografia
- Institut de les Biociències Moleculars i Cel·lulars
- Institut per la Investigació sobre els Raigs Còsmics
- Institut per la Física dels Estats Sòlits
- Institut d'Investigació Oceanogràfica

## Antics Alumnes Emblemàtics

### Primers ministres
- Shigeru Yoshida (1946-1947,1948-1954)
- Nobusuke Kishi (1957-1960)
- Eisaku Satō (1964-1972)
- Takeo Fukuda (1976-1978)
- Yasuhiro Nakasone (1982-1987)
- Ki'ichi Miyazawa (1991-1993)

### Escriptors
- Kōbō Abe, autor
- Ryūnosuke Akutagawa, autor
- Sōseki Natsume, autor
- Yukio Mishima, autor
- Ōgai Mori, autor
- Yasunari Kawabata, autor, premi Nòbel

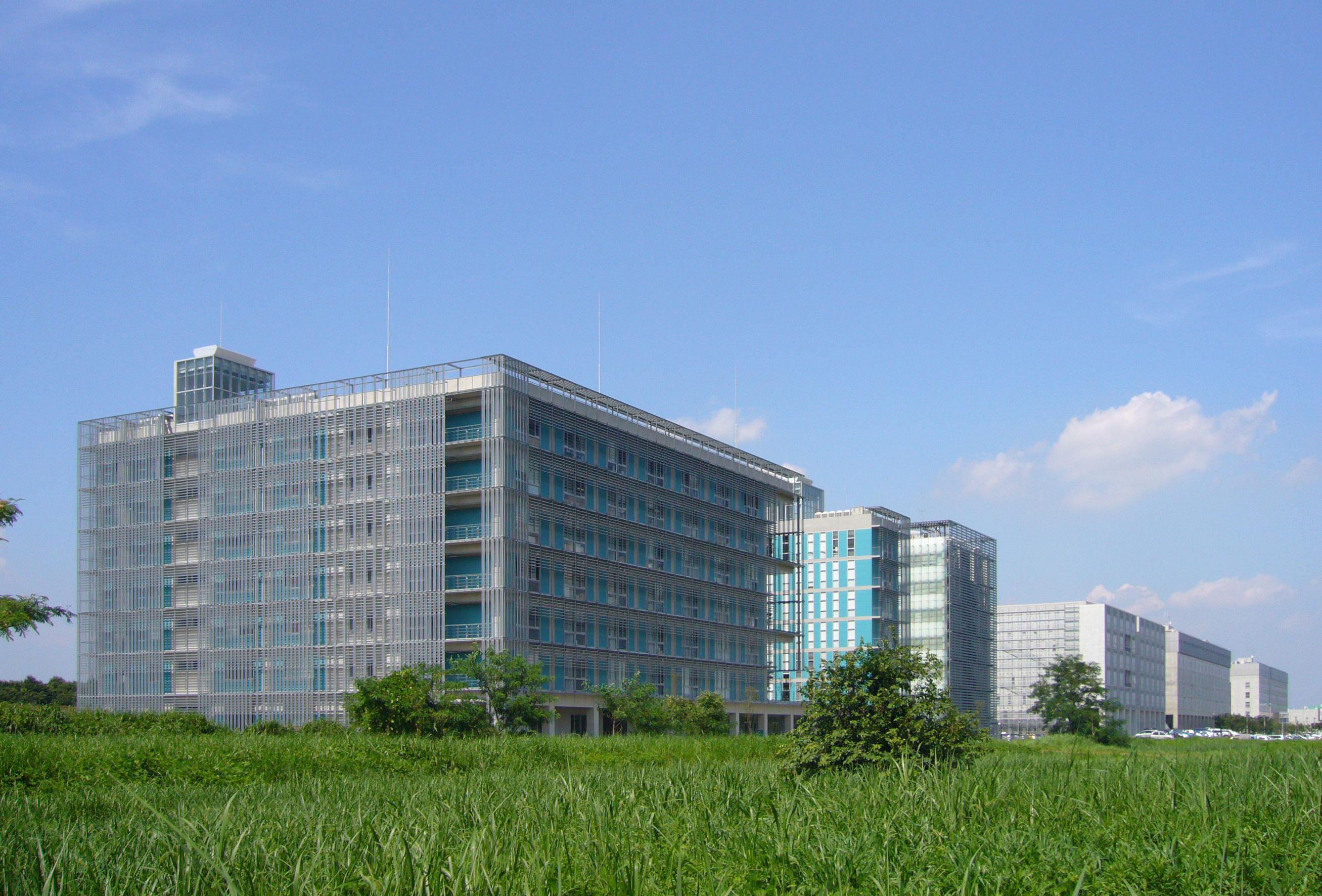
El campus Kashiwa de Tōdai, a la Chiba

- Kenzaburō Ōe, autor, premi Nòbel

### Científics
- Keiiti Aki, sismòleg
- Kiyosi Ito, matemàtic
- Esaki Leona, físic, premi Nobel
- Koshiba Masatoshi, físic, premi Nobel.

### Altres
- Toshihiko Fukui, governador del Banc del Japó
- Tadatoshi Akiba, alcalde d'Hiroshima
- Ong Iok-tek, lingüista
- Masako Owada, Princesa
- Toyoda Eiji, industrial
- Suzuki Daisetsu, deixeble budista
- Kazuhide Uekusa, economista
- Kiyozawa Manshi, pensador budista
- Watsuji Tetsuro, filòsof
- Koïchiro Matsuura, director general de l'Unesco